# Jacob Wallenberg
Jacob Wallenberg (ur. 1956 w Sztokholmie) – szwedzki przemysłowiec i bankier.
Stoi na czele wielu fundacji (np. Investor AB), kompanii przemysłowych i grup kapitałowych, m.in. od 2008 jest dyrektorem The Coca-Cola Company. Uczestnik grupy Bilderberg.

## Ordery i odznaczenia
- Medal Serafinów (1975)[2]